# Gavelhyttan
Gavelhyttan är en liten by utmed Årsundavägen mellan Gästrike-Hammarby och Årsunda i Gästrikland. Namnet kommer av att det långt tillbaka förekom järnframställning här. I Gavelhyttan har det funnits två stycken kvarnar samt en sluss för båtar uppströms ån till Gästrike-Hammarby.